# SpVgg ASCO Königsberg
Spielvereinigung Akademischer Sportclub Ostpreußen e.V. Königsberg – niemiecki klub piłkarski z siedzibą w Królewcu (niem. Königsberg). Istniał w latach 1919–1945.

## Historia
Klub powstał w 1919 roku w wyniku fuzji zespołów Sportclub Ostpreußen 1902 Königsberg (zał. w 1902) oraz Akademischer Sportclub Königsberg (zał. w 1904). W latach 1935–1938 występował w Gaulidze (grupa Ostpreußen), będącej wówczas najwyższą ligą i spędził w niej 3 sezony. Następnie spadł z ligi w wyniku reorganizacji polegającej na połączeniu grup Gauligi – Allenstein, Danzig, Gumbinnen oraz Königsberg w jedną dywizję i zmniejszeniu liczby drużyn uczestniczących w rozgrywkach z 28 do 10. W 1945 roku w wyniku przyłączenia Królewca do ZSRR klub został rozwiązany.

## Występy w Gaulidze
| Liga                                        | Sezon     | Pozycja     |
| ------------------------------------------- | --------- | ----------- |
| Gauliga Ostpreußen Bezirksklasse Königsberg | 1935/1936 | 4.          |
| Gauliga Ostpreußen Bezirksklasse Königsberg | 1936/1937 | 5.          |
| Gauliga Ostpreußen Bezirksklasse Königsberg | 1937/1938 | 7. (spadek) |